# Scyphanthus stenocarpus
Scyphanthus stenocarpus là một loài thực vật có hoa trong họ Loasaceae. Loài này được (Poepp.) Urb. & Gilg miêu tả khoa học đầu tiên năm 1894.